# Demografia Spaniei
În Spania sunt vorbite patru limbi importante care sunt declarate ca limbi oficiale în anumite regiuni:
- spaniola (castellano sau español), limbă oficială în întreaga Spanie.
- catalana (català sau valencià) în Catalonia (Catalunya), Insulele Baleare (Illes Balears), și părți ale comunității autonome Calencia (València, unde limba este denumită valenciană).
- basca (euskara) în Țara bascilor (Euskadi), și părți din Navarra.
- galiciana (galego) în Galicia (Galiza).

Catalana, galiciana și castiliana, mai comun denumită "spaniolă",  sunt descendente ale limbii latine și au propriile lor dialecte; există de asemenea și alte dialecte romanice, ca și asturiana sau Bable în Asturias și părți din León, aragoneza în o parte din Aragón, și araneza (o variantă gascono-occitană) în Val d'Aran la nord-vest de Catalonia. Spaniola vorbită în Americi este descendentă a dialectului spaniol vorbit în sud-vestul Spaniei.
În anul 2008, populația Spaniei a atins oficial 46 milioane de locuitori, conform înregistrărilor din registrele municipale. Densitatea populației în Spania (91 loc./km patrat) este mai redusă decât în celelalte țări ale Europei de Vest, iar distribuția pe teritoriul țării este inegală. Cu excepția regiunii ce înconjoară capitala, Madrid, cele mai populate areale se găsesc de-a lungul coastei mediteraneene. Populația Spaniei s-a dublat în timpul secolului XX, îndeosebi datorită spectaculosului "boom demografic" dintre anii 1960 si 1970.
Spaniolii nativi reprezintă 88% din populația totală a Spaniei. După ce rata natalității si rata de creștere a populației a scăzut în anii 1980, populația a crescut din nou, inițial datorită spaniolilor emigranți în alte țări europene care s-au reîntors, și, mai recent, datorită numărului mare de imigranți care reprezintă 12% din totalul populației. Între aceștia se numără: latino-americani (39%), nord-africani (16%), est-europeni (15%), imigranți veniți din Africa Subsahariană (4%). În anul 2005 Spania a instituit un program ce a durat 3 luni, program prin care anumitor străini ce nu aveau acte până în acel moment, li s-a garantat rezidența legală.
O porțiune sesizabilă de rezidenți străini in Spania, provine de asemenea și din alte țări vest sau central-europene. Aceștia sunt în majoritate britanici, francezi, nemti,olandezi și norvegieni. Aceste populații preferă coasta Mediteranei și Insulele Baleare, unde aleg să-și petreacă viața cei care s-au pensionat sau cei care lucrează la distanță(de la propriul domiciliu).
Populații substanțiale descind din coloniștii spanioli și imigranți existenți în alte părți ale lunii, îndeosebi în America Latină. Începând cu finele secolului XV, un număr mare de coloniști iberici s-au așezat pe teritoriul Americii Latine, iar în prezent cei mai mulți latino-americani albi (aproximativ 1/3 din totalul populației) au origine spaniolă sau portugheză.
În secolul XVI, aproximativ 240.000 de spanioli au emigrat, îndeosebi spre Peru și Mexico. Aceștia au fost însoțiți de încă 450.000 în următorul secol. Între anii 1846 si 1932 aproape 5 milioane de spanioli au plecat spre America, în special spre Argentina si Brazilia. Din 1960 până în 1975, aproximativ 2 milioane de spanioli au migrat spre alte țări vest-europene. În aceeași perioadă, circa 300.000 de persoane au părăsit Spania pentru America Latină.

## Evoluția studiilor demografice în Spania
Unele stiințe s-au preocupat de problemele despre populație (istoria, medicina), în special în prima parte a secolului XX, dând naștere unor studii ce s-au publicat în reviste, instituții de sociologie, etc.
În anii '40 predominau studiile medicilor și sociologilor în care în prim-plan erau tematicile naturaliste (nașteri și decese). Sunt foarte reprezentative studiile asupra mortalității infantile, însă fără componenta spațiala, sunt importante de asemenea și studiile despre natalitate ale lui Ros Gimeno, cu tendințe pronataliste.Acesta a fost unul dintre precursorii studiului asupra geografiei populației în Peninsula Iberică. Perpina are de asemenea o contribuție asupra studiilor privitoare la distribuția populației.
În anii '50 primează studiile regionale derivate din geografia regională, ce au caracter descriptiv și explicativ, realizate de autori precum Jose Manuel Casas Torres și Manuel de Teran.
În anii '60 apar și alte tematici precum geografia istorică, cu studii realizate de Livi Bacci și Nadex, care analizează populația  din sec. XVI până în sec. XX. Există și un curent ce se referă la fluxuri spațiale, deoarece Spania își începe ciclul demografic de migrație spre Europa și de asemenea cel din mediul rural spre mediul urban. Cei care evidențiază aceste aspecte sunt Cartelux și Garcia Barbancho.
În anii '70 atenția este concentrată asupra populației, dar cu preponderență asupra tematicii fertilității, deoarece natalitatea în Spania începea să scadă.
Din anii '80 s-a consolidat cercetarea pe teme foarte diverse, primând o eterogenitate în care predomina geografia cantitativă și calitativă, asociate unor curente filosofice, ce se resimt până în prezent.
Se evidențiază 3 tematici:
-rata îmbătrânirii populației analizată pe baza creșterii speranței de viață și scăderii ratei natalității;
-diferențele dintre mediul rural si urban;
-deficitul înlocuirii generațiilor, aplanat de măsurile privitoare la fluxurile migratorii;
Asupra migrațiilor se realizează 2 tipuri de studii: cele care analizează Spania ca țară receptoare, cu puternice ramificații în sfera socialului (integrare, asimilare și inserare), si cele care analizează Spania prin prisma fluxurilor migratoare interne (mișcările pendulare, cele din timpul liber sau cele de reîntoarcere din mediul urban spre mediul rural).